# シント・マールテンの旗
シント・マールテンの旗は、オランダ領シント・マールテンの公式な旗である。オランダ領シント・マールテンは、カリブ海に位置するセント・マーチン島の南部を占める。島の北部はフランス領サン・マルタンである。
シント・マールテンの旗は、1985年6月13日に制定された。
シント・マールテンの旗の赤色は、勇気と連帯を表している。白色は平和と友情、青色は自然（シント・マールテンの海と空）の象徴である。

## 類似したデザインの旗
シント・マールテンの旗のデザインは、戦時におけるフィリピンの国旗と似ている。